# Kanarraville
Kanarraville – miasto w Stanach Zjednoczonych, w stanie Utah, w hrabstwie Iron.